# Piotr Boklevski
Piotr Boklevski (en russe : Боклевский Пётр Михайлович ; 1816-1897) est un illustrateur russe, d’origine Ukrainienne, renommé des ouvrages de Nicolas Gogol, Pavel Melnikov, Alexandre Ostrovski et d'autres écrivains russes du XIXe siècle.

## Biographie
Il naît dans le village d'Élichino, dans le gouvernement de Riazan, le 12 juin 1816 (24 juin dans le calendrier grégorien), dans une famille de militaires. Après avoir terminé le gymnasium de Riazan, il part étudier à la faculté de droit de l'université de Moscou de 1835 à 1840. Dans l'un de ses mémoires universitaires intitulé Sur la propriété à Rome, il expose ses points de vue sur le système du servage en Russie. Il refuse ensuite de réécrire cet essai dans le sens demandé par les autorités de l'université, si bien qu'il n'obtient pas son diplôme de maîtrise en droit. Il devient alors fonctionnaire, secrétaire de l'administration provinciale à Riazan. Ensuite, il part à Saint-Pétersbourg et suit les cours du professeur de l'académie russe des Beaux-Arts le peintre Alexeï Egorov, puis en 1845, il fréquente la classe de Karl Brioullov et l'atelier du sculpteur Peter Clodt von Jürgensburg. De retour à Riazan, ses caricatures de l'arrogant gouverneur local Pavel Kojine (ru) provoquent un scandale (1848). Plus tard, il va s'installer à Moscou. La dernière période de sa vie d'artiste est pénible du fait de la pauvreté et de la maladie. Il travaille pourtant jusqu'à sa mort à des illustrations.

## Œuvres
Ses dessins et aquarelles sont pleins d'ironie romantique. Boklevksi s'est intéressé à la caricature politique (album Guerre de Crimée, 1855), mais il s'est vraiment réalisé comme artiste après son rapprochement du monde littéraire à Moscou, en illustrant des livres.
Parmi ses travaux les plus réputés, il faut citer les albums de lithographie et de dessins pour les ouvrages d'Alexandre Ostrovski (1859-1860). De même, ses compositions pour les livres de Nicolas Gogol :
- Une galerie de portraits des personnages dans Le Revizor (1858)
- Le catéchisme bureaucratique. Cinq scènes dans Le Revizor (1863)
- Album des modèles de Gogol… (1881)
- Types du roman Les Âmes mortes (1895).

Boklevski accentue la vraisemblance des personnages de Gogol qui seront joués plus tard par des acteurs tels que Mikhaïl Tchekhov au Théâtre d'art de Moscou, et qui souvent se maquillent à la Boklevski. Boklevski a développé le genre du portrait satirique de personnages de la littérature. Il a illustré des ouvrages de Pavel Melnikov-Petcherski (éditions 1882, 1914, 1934), d'Ivan Tourgueniev (1869), Fiodor Dostoïevski (1881) et d'autres écrivains.
Pour illustrer l'ouvrage de Pavel Melnikov, selon la traductrice et préfacière Sylvie Luneau, Boklevski « mit dix-sept ans à composer sur place, dans la province de Nijni Novgorod, une série de portraits des principaux personnages de Dans les forêts, baptise son œuvre : types populaires russes en train de disparaître ».

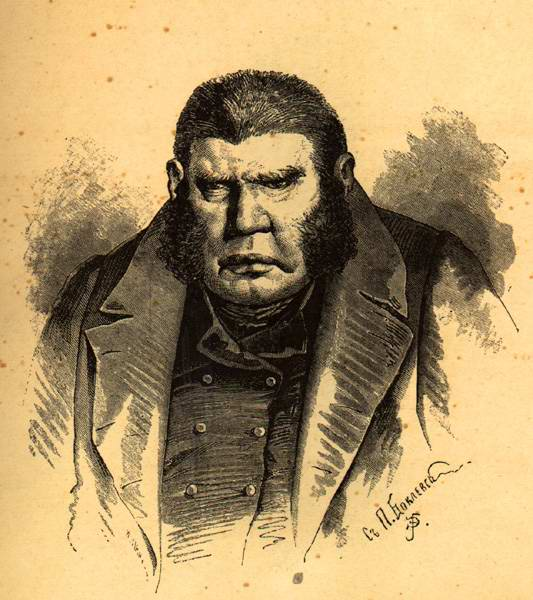
Piotr Boklevski, Sobakevitch (Собакевич) (Les Âmes mortes)
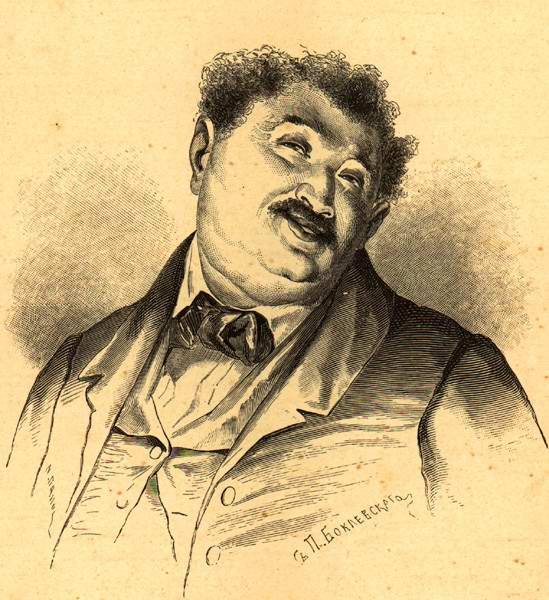
Piotr Boklevski, Manilov (Манилов) (Les Âmes mortes)
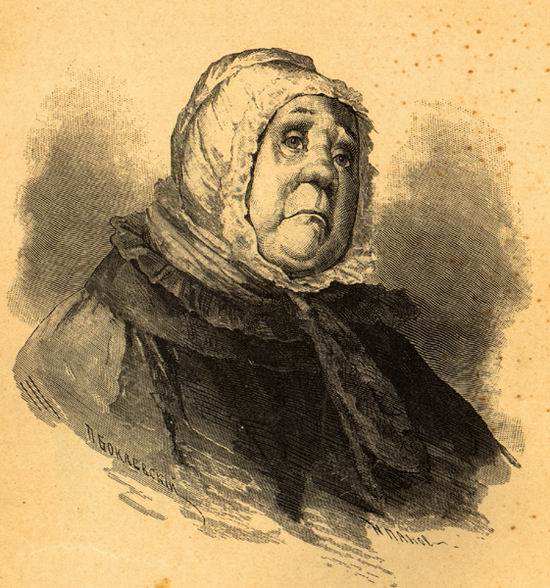
Piotr Botlevski, Korobotchka (Коробочка) (Les Âmes mortes)
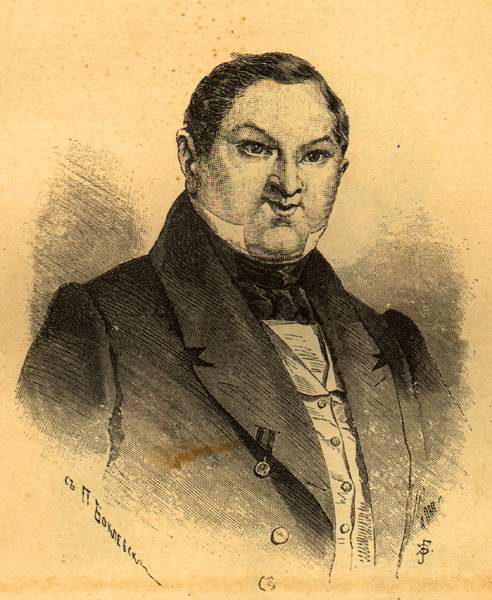
Piotr Botlevski, Tchitchikov (Чичиков) (Les Âmes mortes)
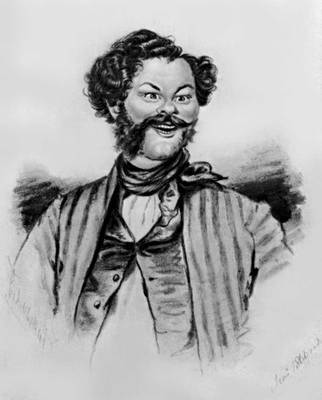
Piotr Botlevski, Nozdriov (Ноздрёв) (Les Âmes mortes)
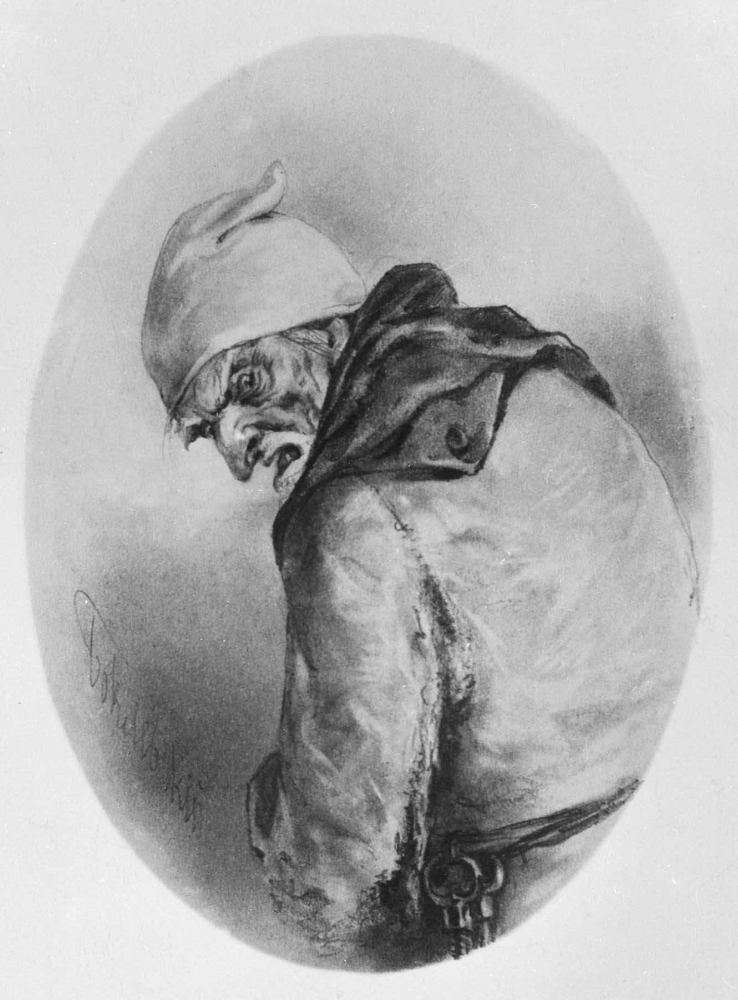
Piotr Botlevski, Pliouchkine (Плюшкин) (Les Âmes mortes)

## Mémoire

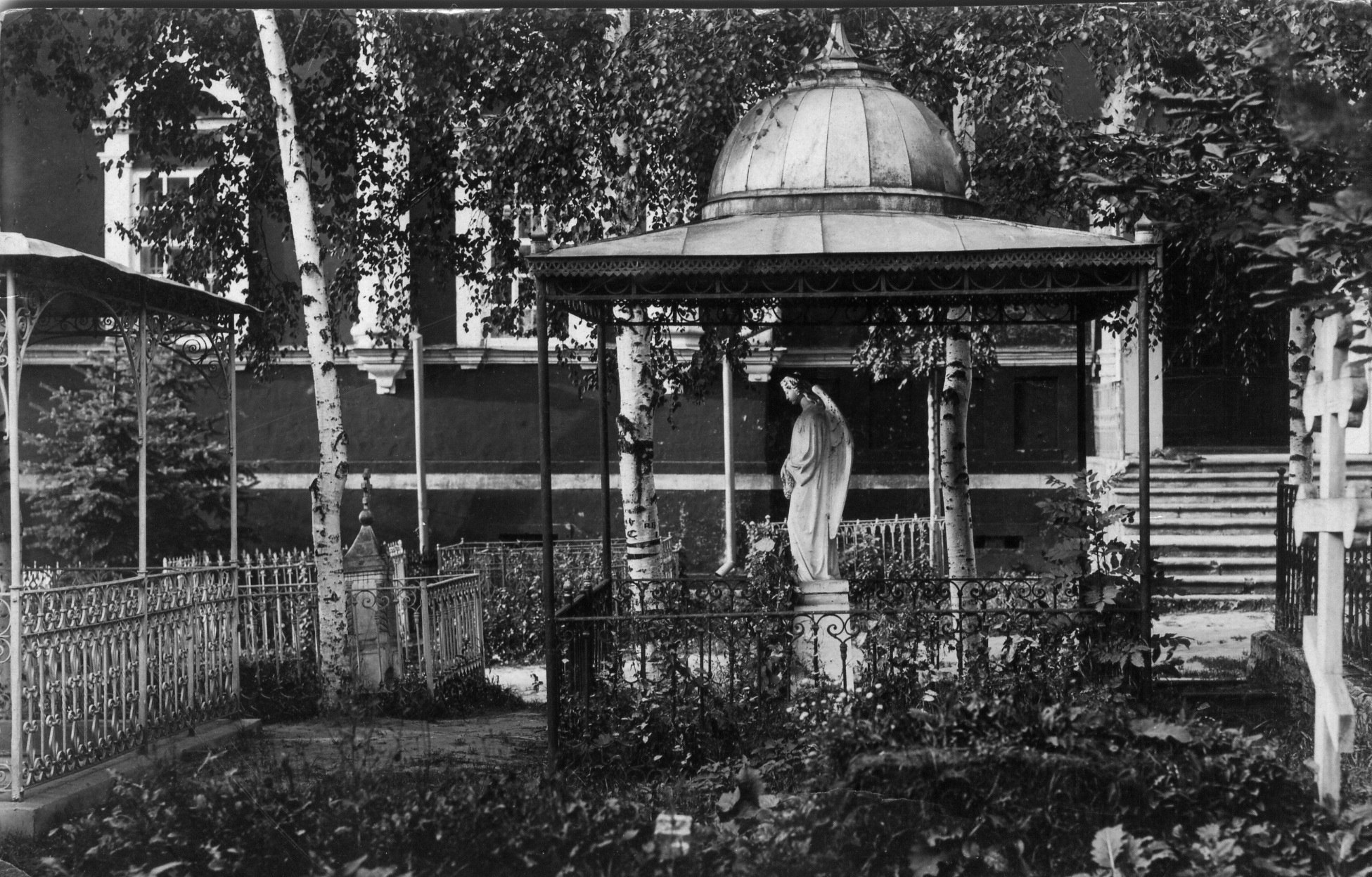
Tombe de Piotr Boklevski (photo de 1917.)

Boklevski est mort à Moscou puis est inhumé dans la ville de Skopine, sur le territoire du monastère du Saint-Esprit où un monument avait été érigé représentant un ange en deuil. Après la révolution russe, en 1920, il a été détruit par des vandales. Le pouvoir soviétique l'a restauré mais il est à nouveau tombé en ruine.